# Julien Benda
Julien Benda (n. 26 decembrie 1867, Paris, Franța – d. 7 iunie 1956, Fontenay-aux-Roses, Seine, Franța) a fost un filosof și romancier francez. În 1927 a publicat volumul La trahison des clercs (Trǎdarea clericilor).

## În română
- Trădarea cărturarilor, traducere de Gabriela Creția, prefață de Andrei Pippidi, Humanitas, București, 1993.